# Рієка-Копривницька
Рієка-Копривницька (хорв. Rijeka Koprivnička) — населений пункт у Хорватії, в Копривницько-Крижевецькій жупанії у складі громади Соколоваць.

## Населення
Населення за даними перепису 2011 року становило 68 осіб.
Динаміка чисельності населення поселення: